# Joan Brienni
|  | Per a altres significats, vegeu «Brienni». |

Joan Brienni (mort el 1078 a Constantinoble) fou un militar romà d'Orient que serví com a vestes durant el regnat de l'emperador Miquel VII Ducas i com a curopalata i domèstic de les escoles en la revolta fallida del seu germà, Nicèfor Brienni el Vell. Segons la Matèria d'Història del seu nebot o, més probablement, renebot, Nicèfor Brienni el Jove, Joan fou el principal instigador de la rebel·lió i només aconseguí convèncer el seu germà d'alçar-se contra l'emperador amb molt d'esforç.